# Вир (Кальвадос)
Вир (фр. Vire) — город на северо-западе Франции, регион Нормандия, департамент Кальвадос. Расположен в 60 км к юго-западу от Кана, в 18 км от автомагистрали А84 "Дорога эстуарий". Через территорию города протекает река Вир, впадающая в Ла-Манш.
С 1 января 2016 года коммуна Вир вместе с еще семью коммунами объединились в новую коммуну Вир-Норманди, к которой от Вира перешли статус центра округа Вир и кантона Вир.
Население (2013) — 11 597 человек. 

## История
В 1123 году Генрих I, король Англии и герцог Нормандии, решил построить форт на вершине скалистого холма, окруженного рекой Вир. Форт, основание которого было сложено из камня, был призван отразить нападение на Нормандию со стороны Бретани и Мэна. Веком позже, при Людовике Святом, он был окружен наружными валами.
В конце Средневековья город процветал благодаря коже, а затем текстилю. Во время Столетней войны Вир был в 1368 году разграблен, а в 1418 году занят англичанами. Оккупация города продолжалась до 1450 года и принесла много бед местным жителям. В частности, здесь помнят историю Юга Во, владельца крупнейшей местной фермы, который был казнен англичанами за отказ поставлять им продукцию своей фермы. Во время Религиозных войн форт активно использовался местными гугенотами и в итоге был срыт по приказу кардинала Ришельё. В XIX века город проиграл конкурентам в ходе Промышленной революции и утерял свое значение.
6 июня 1944 года Вир, как и многие другие нормандские города, был практически уничтожен во время массированной бомбардировки английской авиацией и полностью восстановлен только к середине 60-х годов.

## Достопримечательности
- Руины форта XII века
- Часовые ворота (Porte Horloge), сохранившаяся часть городских укреплений XIII века, бывшие главные ворота, в настоящее время — символ города
- Башни Рен (Tour aux Raines) XIII века и Сен-Совёр (Saint-Sauveur) XIV века
- Церковь Нотр-Дам XIII—XVI веков, восстановленная из руин в 1948 году в стиле готики
- Церковь Святой Анны XIX века в неороманском стиле

## Экономика
Структура занятости населения:
- сельское хозяйство — 1,2 %
- промышленность — 27,5 %
- строительство — 4,1 %
- торговля, транспорт и сфера услуг — 38,8 %
- государственные и муниципальные службы — 28,4 %

Уровень безработицы (2013 год) — 16,4 % (Франция в целом — 13,6 %, департамент Кальвадос — 12,6 %). 

Среднегодовой доход на 1 человека, евро (2013 год) — 18 259 (Франция в целом — 19 786, департамент Кальвадос — 19 850).

## Демография
Динамика численности населения, чел.

## Администрация
Пост мэра-делегата Вира с 2016 года занимает член Радикальной левой партии Марк Андрё Сабатер (Marc Andreu Sabater), член Совета департамента Кальвадос от кантона Вир. На муниципальных выборах 2014 года возглавляемый им левый список победил в 1-м туре, получив 59,19 % голосов. Сабатер занимал пост мэра до 31 декабря 2015 года, а после вхождения Вира в новую коммуну Вир-Норманди стал ее мэром, сохранив пост мэра-делегата Вира.

## Города-побратимы
- Баунаталь, Германия
- Тотнес, Великобритания
- Санта-Фе, Испания
- Атлакомулько, Мексика
- Сечеле, Румыния

## Знаменитые уроженцы
- Жан-Батист Дюамель (1624—1706) — французский священник, учёный, астроном, физик, натурфилософ и богослов. Первый секретарь Французской академии наук.
- Франсуа Тюрпен (1775—1840), ботаник и ботанический художник
- Валери Клеман Октав Греар (1828—1904), писатель и педагог
- Раймон Лефевр (1891—1920), писатель, журналист, публицист
- Жак-Франсуа Лефран (1739–1792), религиозный деятель, аббат, блаженный католической церкви, мученик.

## Галерея

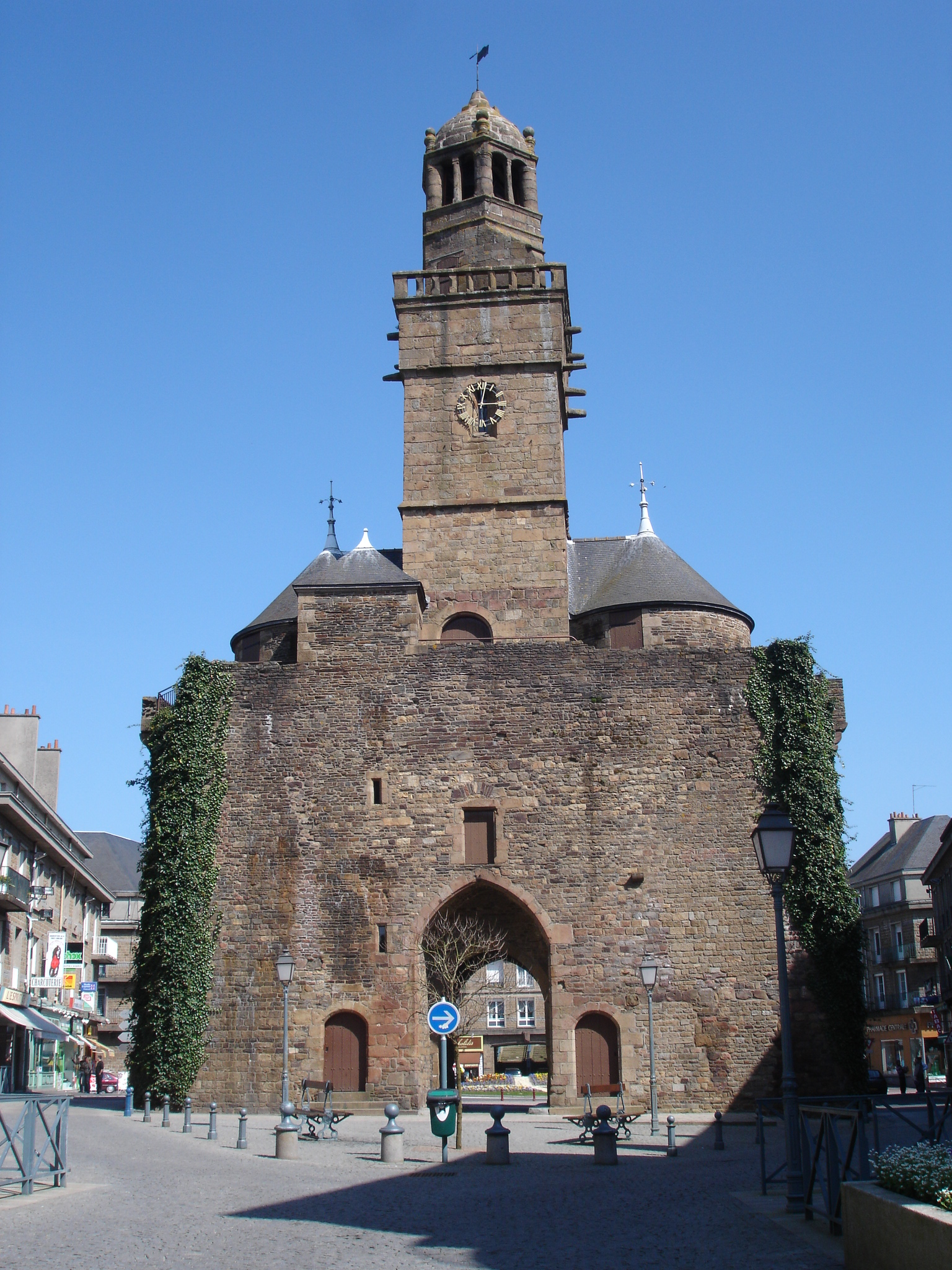
Часовая башня
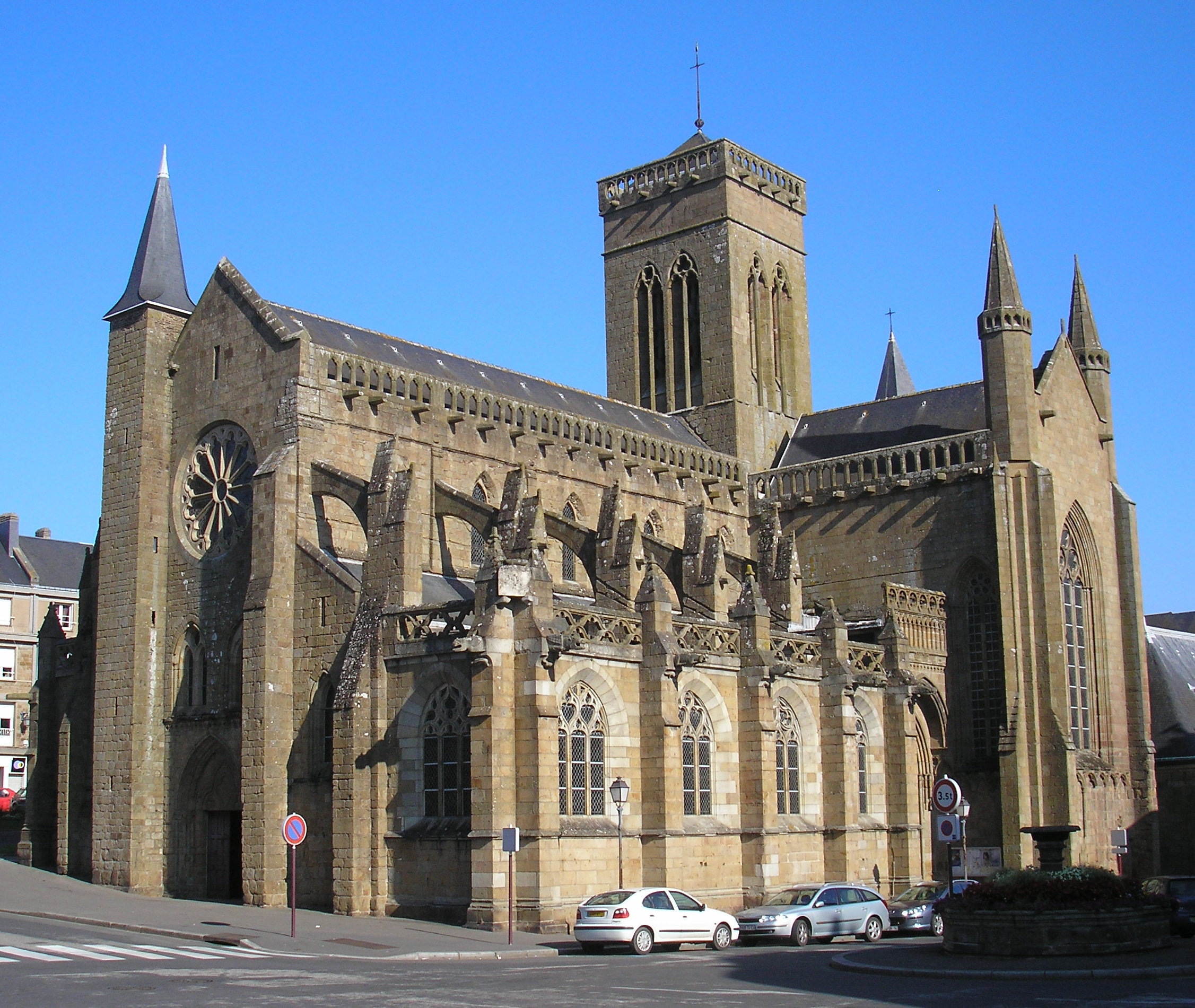
Церковь Нотр-Дам
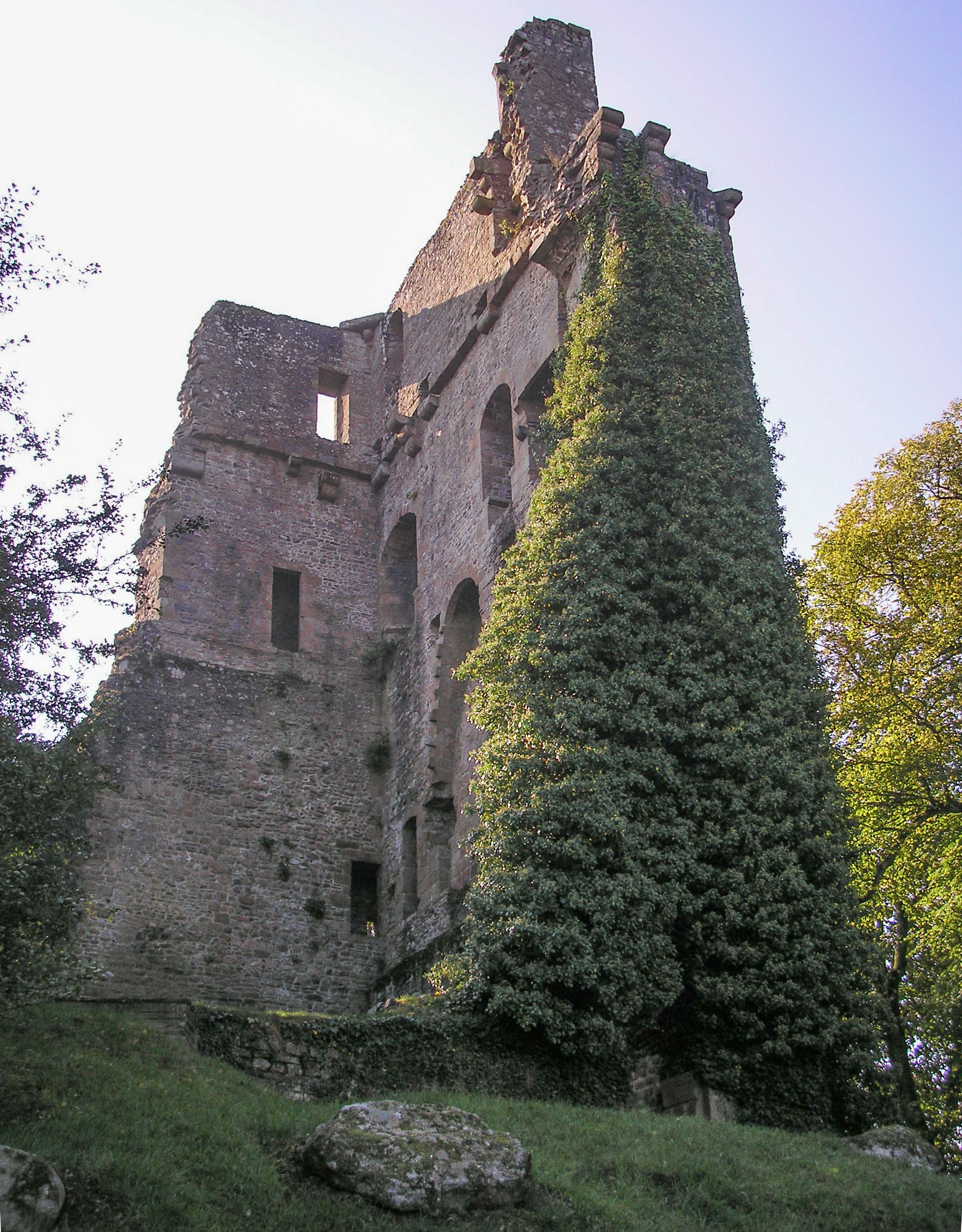
Руины форта
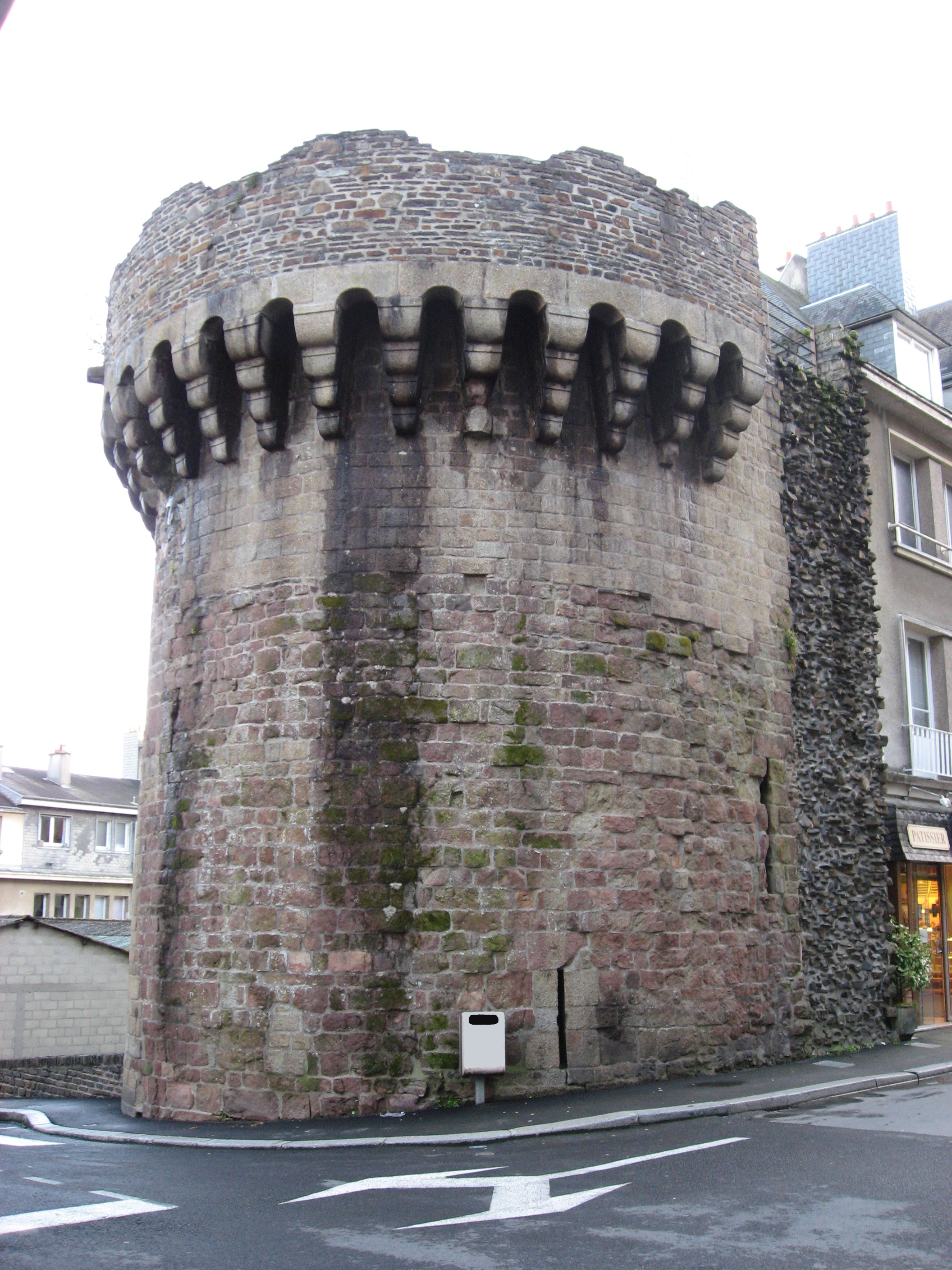
Башня Сен-Совёр